# Myrmica incompleta
Myrmica incompleta är en myrart som beskrevs av Léon Abel Provancher 1881. Myrmica incompleta ingår i släktet rödmyror, och familjen myror. Inga underarter finns listade i Catalogue of Life.

## Bildgalleri

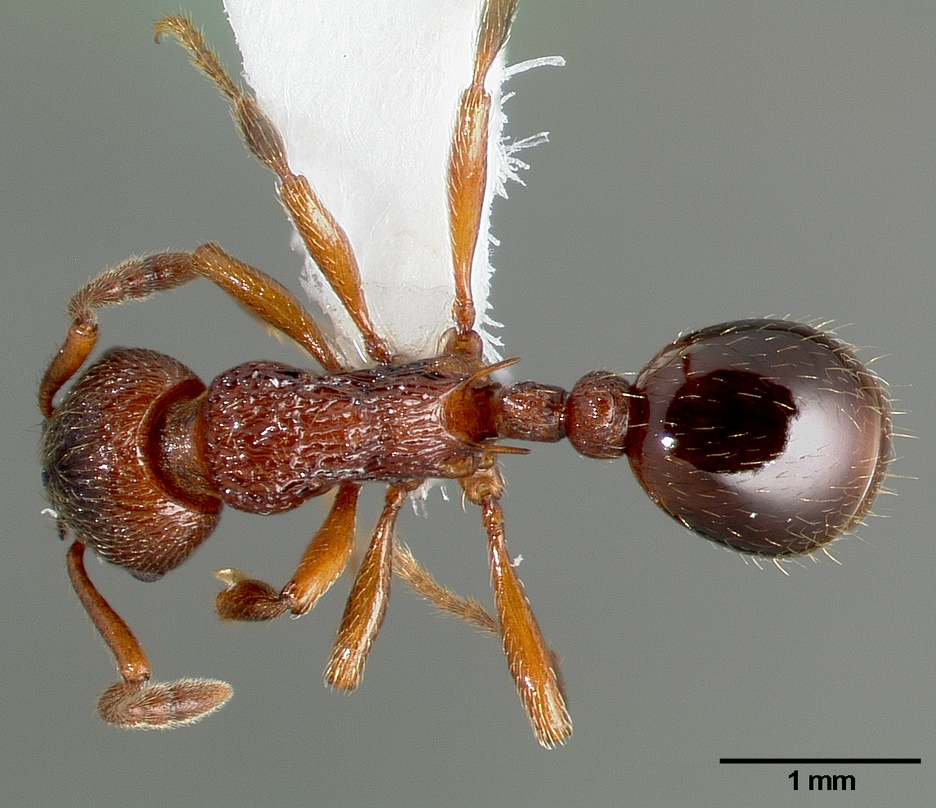
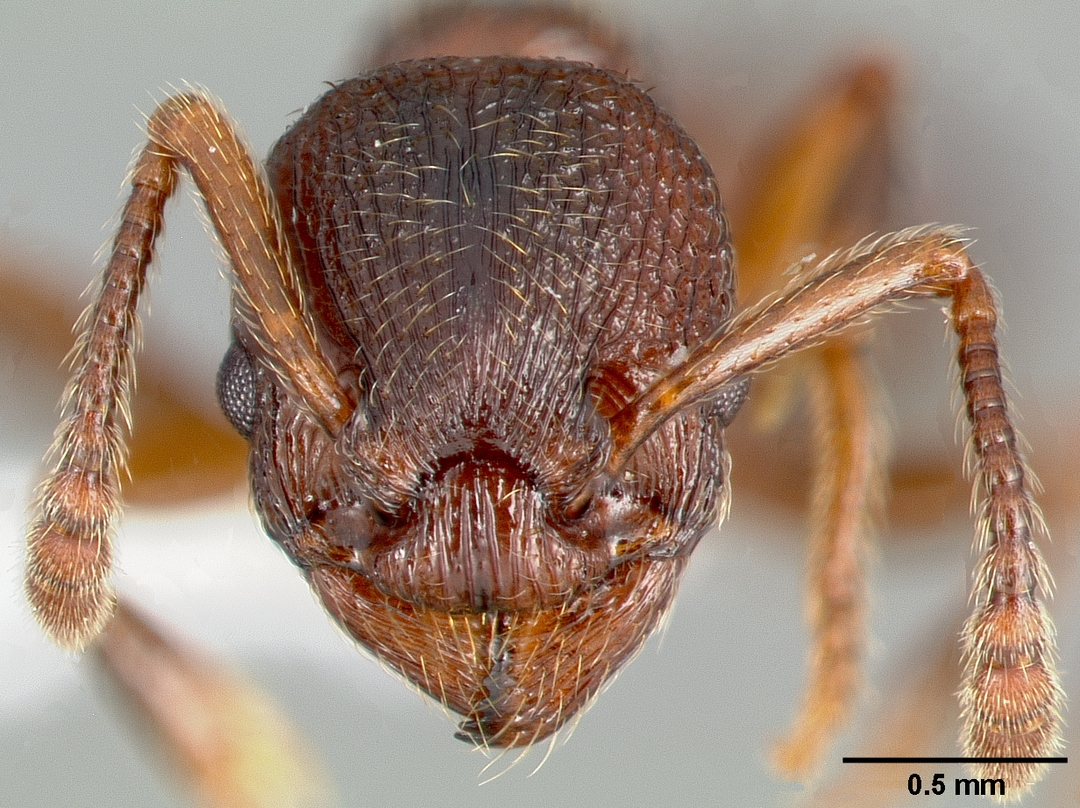
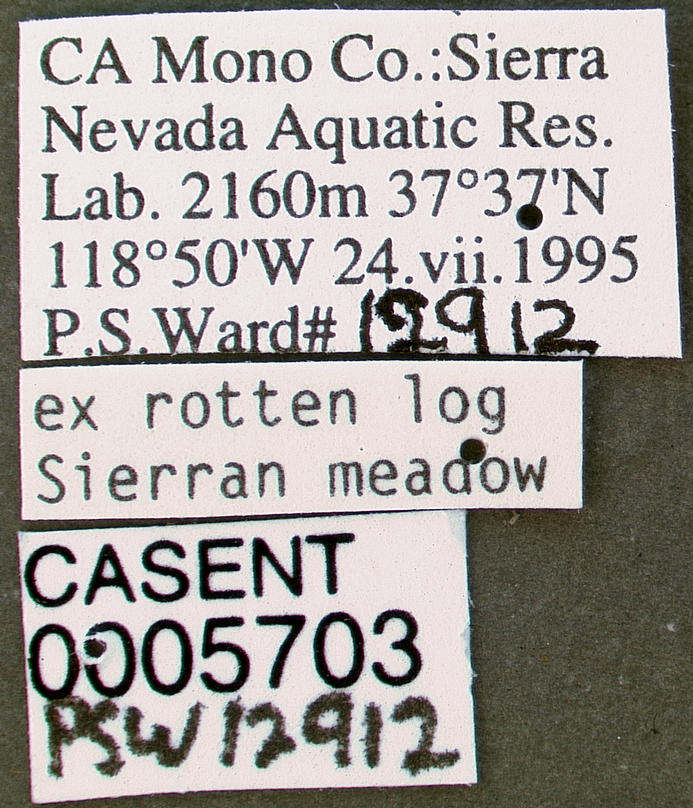
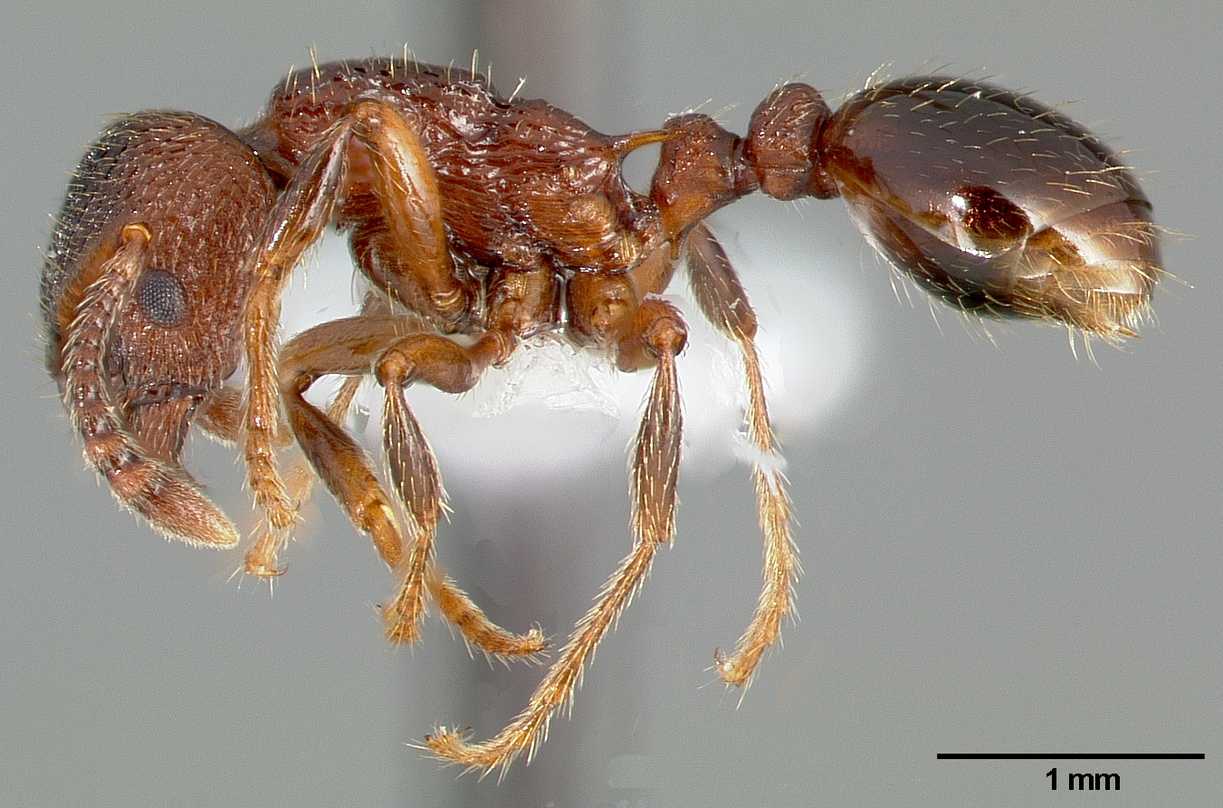